# Sierra de Collcardús
La Sierra de Collcardús es una sierra situada entre los municipios de Viladecaballs y de Vacarisas en la comarca del Vallés Occidental, con una elevación máxima de 639 metros llamada pico de Ros.